# Municipio de Salamanca (México)
El municipio de Salamanca es uno de los 46 municipios en que se encuentra dividido para su régimen interior el estado mexicano de Guanajuato. Situado en el centro sur del territorio estatal, su cabecera municipal es la ciudad de Salamanca.

## Geografía
El municipio de Salamanca se encuentra localizado en el centro-sur del territorio guanajuatense, en El Bajío. Tiene una extensión territorial de 755.6 kilómetros cuadrados que representan el 2.5% del territorio estatal y sus coordenadas geográficas extremas son 20°52′ - 20°26′ de latitud norte y 101°1′ - 101°19′ de longitud oeste; su altitud fluctúa entre una máxima de 2 600 y una mínima de 1 600 metros sobre el nivel del mar.
El territorio municipal limita al norte con el municipio de Guanajuato y el municipio de Dolores Hidalgo Cuna de la Independencia Nacional, al noreste con el municipio de San Miguel de Allende, al este con el municipio de Santa Cruz de Juventino Rosas y con el municipio de Villagrán, y al sureste con el municipio de Cortazar; al sur los límites corresponden al municipio de Jaral del Progreso y al municipio de Valle de Santiago, al suroeste al municipio de Pueblo Nuevo; finalmente, al oeste y noroeste confina con el municipio de Irapuato.

### Flora y fauna
El área presenta distintos tipos de vegetación, como bosques de encino, mezquital, chaparral, destacando una especie de biznaga que se encuentra amenazada, de igual manera el huizache.
En la zona habitan aves como el águila caminera, el gavilán cola roja, sujeta a protección especial y la garza morena considerada como una especie rara. Se tiene registradas especies sujetas a protección especial como El perrito de la pradera, la víbora de cascabel, víbora de monte, falso coralillo, alicante y el camaleón; así como la rana neo volcánica, la ardilla roja y el tejón.

## Demografía
De acuerdo a los resultados del Censo de Población y Vivienda realizado en 2020 por el Instituto Nacional de Estadística y Geografía; la población total del municipio de Salamanca es de 273 417 habitantes, de los cuales 132 278 son hombres y 141 139 son mujeres.
La densidad de población asciende a un total de 344.1 personas por kilómetro cuadrado.

### Localidades
En el censo de 2020 el municipio de Salamanca contaba con 326 localidades.
| Código INEGI      | Localidad               | Población (2020) |
| ----------------- | ----------------------- | ---------------- |
| 110270001         | Salamanca               | 160 682          |
| 110270161         | Valtierrilla            | 12 986           |
| 110270606         | Arboledas Ciudad Bajío  | 7 064            |
| 110270046         | Cerro Gordo             | 5 465            |
| 110270087         | Loma Pelada             | 4 423            |
| 110270110         | Los Prietos             | 3 416            |
| 110270581         | Villa Salamanca         | 3 306            |
| 110270043         | Cárdenas                | 2 942            |
| 110270594         | Barlovento              | 2 720            |
| 110270089         | La Luz                  | 2 584            |
| 110270133         | San José de Mendoza     | 2 500            |
| 110270118         | El Recuerdo de Ancón    | 2 391            |
| 110270086         | Loma de Flores          | 2 306            |
| 110270059         | El Divisador            | 2 017            |
| 110270034         | Barrón                  | 1 959            |
| 110270124         | San Bernardo            | 1 718            |
| 110270042         | La Capilla              | 1 570            |
| 110270159         | Valencia de Cerro Gordo | 1 541            |
| 110270151         | Sotelo                  | 1 509            |
| 110270130         | San José de la Montaña  | 1 440            |
| 110270232         | San Vicente de Flores   | 1 256            |
| 110270099         | La Ordeña               | 1 255            |
| 110270156         | La Tinaja               | 1 218            |
| 110270168         | Zapote de Palomas       | 1 197            |
| 110270135         | San José Temascatío     | 1 112            |
| 110270061         | Doña Rosa               | 1 053            |
| 110270136         | San Juan de Razos       | 1 032            |
| Otras localidades | Otras localidades       | 40 755           |
| Total municipal   | Total municipal         | 273 417          |

## Política

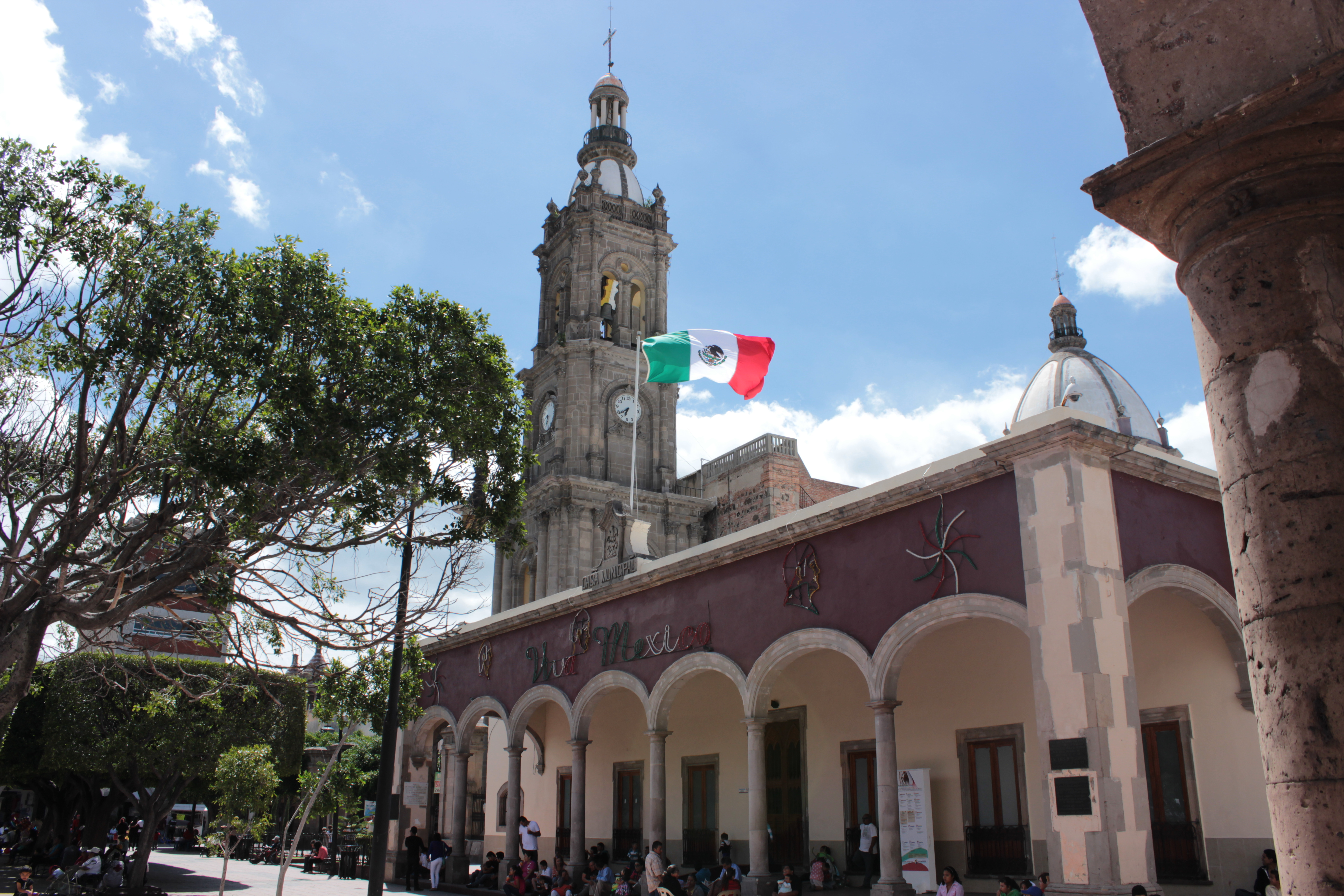
Palacio del Ayuntamiento

El municipio de Salamanca es uno de los 46 Municipios Libres pertenecientes al Estado de Guanajuato, cuya Constitución Política establece que:
"ARTÍCULO 106. El Municipio Libre, base de la división territorial del Estado y de su organización política y administrativa, es una Institución de carácter público, constituida por una comunidad de personas, establecida en un territorio delimitado, con personalidad jurídica y patrimonio propio, autónomo en su Gobierno Interior y libre en la administración de su Hacienda."
"ARTÍCULO 107. Los Municipios serán gobernados por un Ayuntamiento. La competencia de los Ayuntamientos se ejercerá en forma exclusiva y no habrá ninguna autoridad intermedia entre los Ayuntamientos y el Gobierno del Estado."
El ayuntamiento está formado por el presidente municipal, dos síndicos y el cabildo conformado por un total de doce regidores, seis electos por el principio de mayoría relativa y seis por el de representación proporcional. Todos son electos mediante el voto universal, directo y secreto para un periodo de tres años que puede ser renovable para uno más de forma inmediata.

### Representación legislativa
Para la elección de diputados locales al Congreso de Guanajuato y de diputados federales a la Cámara de Diputados federal, el municipio de Salamanca se encuentra integrado en los siguientes distritos electorales:
Local:
- Distrito electoral local de 14 de Guanajuato con cabecera en Salamanca.[8]

Federal:
- Distrito electoral federal 8 de Guanajuato con cabecera en Salamanca.[9]

### Presidentes municipales
- (1988 - 1991):  Rogelio Gutiérrez Solórzano
- (1991 - 1994): Juan Manuel González García
- (1994 - 1997): Adrián Marmolejo Valle
- (1997 - 2000):  Samuel Alcocer Flores
- (2000 - 2003):  José Justino Arriaga Silva
- (2003 - 2006):  Genaro Carreño Muro
- (2006 - 2009):  Jorge Ignacio Luna Becerra
- (2009 - 2012):  Antonio Ramírez Vallejo
- (2012 - 2015):  Justino Arriaga Rojas
- (2015 - 2018):  Antonio Arredondo Muñoz
- (2018 - 2021):  Beatriz Hernández Cruz
- (2021 - 2024):  Julio César Ernesto Prieto Gallardo
- (2024 - 2027):  Julio César Ernesto Prieto Gallardo